# Касаткины-Ростовские
Каса́ткины-Росто́вские (Косаткины-Ростовские) — русский княжеский род, ветвь князей Ростовских. Рюриковичи.
Род внесён в Бархатную книгу и записан в V часть родословных книг Московской, Санкт-Петербургской и Тульской губерний.
В реестр объектов культурного наследия Российской Федерации внесена родовая усадьба Касаткиных-Ростовских в селе Марково Суворовского района Тульской области, при которой ими ещё в петровское время возведена церковь Воскресения Словущего.

## Происхождение и история рода
Праправнук великого князя Владимира Святославовича, крестившего русскую землю, великий князь Всеволод Юрьевич посадил своего сына князя Константина Всеволодовича на княжение в Ростов. Его сын князь Василий Константинович отдал своему сыну князю Борису в удел Ростов. Князья Константин и Фёдор Васильевичи Ростов поделили пополам. У сына князя Константина Васильевича, князя Владимира Константиновича, был правнук князь Михаил Александрович Касатка, ставшим родоначальником княжеского рода Касаткины-Ростовские.
Родоначальник — князь Михаил Александрович Ростовский, прозванный «Касатка» (XIX колено от Рюрика), упомянут в 1543 году первым воеводой в Туле и в марте 1545 года первым воеводой Ертаульного полка в Казанском походе.
В XVII веке Касаткины-Ростовские служили стольниками и стряпчими. Князь Богдан Васильевич Касаткин-Ростовский был воеводой в Михайлове (1607 и 1617) и у сбора денег и хлебных запасов в Вологде (1614). Его сын князь Иван Богданович, московский дворянин (1653—1677), ездил послом в Персию (1653).
Продолжил род в XVIII веке стольник Лев Осипович, один из внуков Богдана Васильевича. От его сыновей Петра и Михаила, служивших при Петре I, происходят две ветви рода. Из них старшая, по-видимому, окончилась в XIX веке на княжне Александре Николаевне (1821—1904), которая прославилась своей благотворительной деятельностью.
Вторую ветвь рода представлял в XIX веке правнук князя Михаила Львовича — южнорусский помещик Михаил Иванович (1791—1842), женившийся в 1815 году на Зинаиде Петровне Телегиной. Он провёл жизнь в своей деревне и не совершил ничего выдающегося, равно как и сын его Фёдор Михайлович (1821-90), оставивший потомство в браке с Софьей Николаевной Норовой (1828—1903):
- Николай Фёдорович Касаткин-Ростовский (1848—1908), курский губернский предводитель дворянства, член Государственного совета; женат на Надежде Монтрезор.
  - Его сын князь Фёдор Николаевич (1875—1940) получил известность как литератор. В 1917 г. вышел в отставку в чине полковника. После убийства большевиками его матери, брата и сестры в их имении в слободе Чернянка Курской губернии, вступил в Добровольческую армию. Впоследствии эмигрировал во Францию[5].
    - Сын предыдущего Кирилл (1904-80) перебрался в 1920-е годы в Монреаль, где в конце XX века жил его сын Игорь (1935 г.р.), последний из известных генеалогам князей Касаткиных-Ростовских.

  - Дочь Николая Фёдоровича Александра (род. в 1883) была замужем за Анатолием Дмитриевичем Всеволожским (1868—1927), племянником директора Императорских театров.

В СССР жили родственники Николая Фёдоровича — его племянник Георгий (1896 г.р.), оставивший после себя потомство, и внук Николай Фёдорович (1908—1949), сгинувший в семипалатинских лагерях. Сын последнего, Владимир Николаевич, держит антикварный салон на Манхэттене. Ни в одной из родословных росписей он не указан.

## Известные представители
- Князь Касаткин-Ростовский Владимир Михайлович — первый воевода третьего полка войск левой руки в Казанском походе по Оке (март 1545).
- Князь Касаткин-Ростовский Константин Михайлович — воевода.
- Князь Касаткин-Ростовский Юрий Михайлович — послан девятым воеводой под Оршу (1551).
- Князь Касаткин-Ростовский Борис Владимирович — стольник, рында со вторым государевым саадаком в Казанском походе.
- Князь Касаткин-Ростовский Юрий Владимирович — стольник, тринадцатый голова в государевом полку в шведском походе (1549).
- Князь Касаткин-Ростовский Василий Владимирович — пятнадцатый голова в государевом полку в походе к Полоцку (1551).
- Князь Касаткин-Ростовский, Богдан Васильевич — воевода в Михайлове (1607), московский дворянин (1627—1629).
- Князь Касаткин-Ростовский, Осип Богданович — стольник (1629).
- Князь Касаткин-Ростовский, Осип Иванович — стольник (1636—1640).
- Князь Касаткин-Ростовский Афанасий Иванович — московский дворянин (1640).
- Князь Касаткин-Ростовский Иван Богданович — дворянин Деревской пятины (1606), московский дворянин (1640).
- Князь Касаткин-Ростовский Леонтий Осипович — стряпчий (1658).
- Князь Касаткин-Ростовский Лев Осипович — стряпчий (1668—1676), стольник (1680—1692), сто девяностый отставной стольник (1703).
- Князь Касаткин-Ростовский Борис Иванович — стольник (1687)[4].
- Князь Касаткин-Ростовский Михаил Львович — четыреста семьдесят третий стольник в начальных людях (1703), бомбардир Преображенского полка, в офицерских чинах (1714).
- Князь Касаткин-Ростовский Илья Петрович — капитан, по 3-й ревизии имел в Тульской, Калужской и Смоленской губерниях 2.830 крепостных крестьян.

В «Российской родословной книге» П. В. Долгорукова род князей Касаткины-Ростовские останавливается на XXV колене, и дальнейшее продолжение можно посмотреть в «Истории родов русского дворянства» П. Н. Петрова. Генеалоги отмечают, что род князей Касаткиных очень запутан и многие представители рода в родословных росписях не отмечены и какие приращения браками или смертью представителя рода, не имеют возможности получить данные.